# Nilobezzia duodenalis
Nilobezzia duodenalis är en tvåvingeart som beskrevs av Liu, Ge och Liu 1996. Nilobezzia duodenalis ingår i släktet Nilobezzia och familjen svidknott.
Artens utbredningsområde är Hainan (Kina). Inga underarter finns listade i Catalogue of Life.